# Formica minuta
Formica minuta är en myrart som beskrevs av Lowne 1865. Formica minuta ingår i släktet Formica och familjen myror. Inga underarter finns listade i Catalogue of Life.